# 单茎碎米荠
单茎碎米荠（学名：Cardamine simplex）也称腋生弯蕊芥，是十字花科碎米荠属的植物，是中国的特有植物。分布于中国大陆的云南等地，生长于海拔3,200米的地区，多生长于高山沼泽草地及沟边，目前尚未由人工引种栽培。
其种加词“simplex ”意为“单一的”。